# جيمس كان (سياسي)
جيمس كان (بالإنجليزية: James Kane)‏ هو سياسي أسترالي، ولد في 11 مايو 1895 في أستراليا، وتوفي في 8 أبريل 1964 في أستراليا. حزبياً، نشط في حزب العمال الأسترالي. وقد انتخب عضو المجلس التشريعي ولاية كوينزلاند.